# 仮乗降場

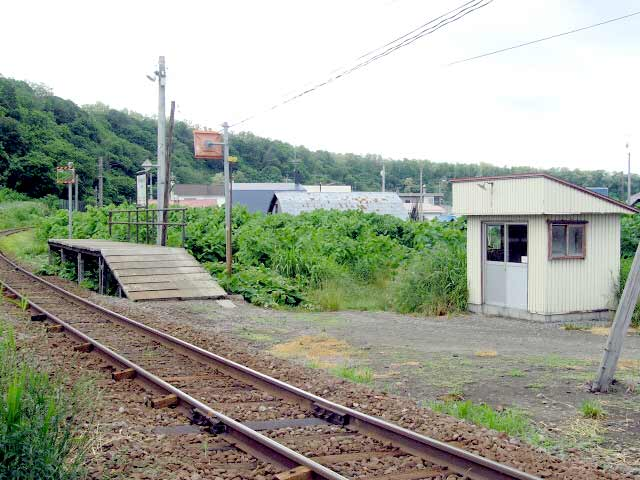
仮乗降場から施設はそのままに駅に昇格した留萌本線朱文別駅（2004年6月23日）

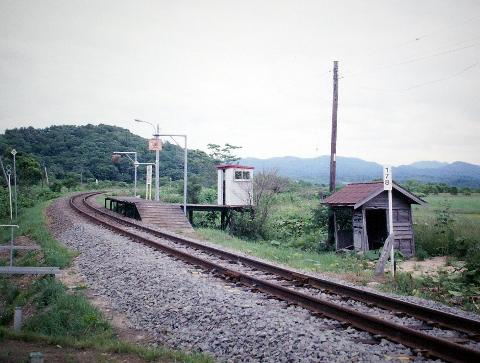
仮乗降場から昇格した糠南駅。写真中央の白い小屋はヨドコウの物置を改造した待合室。写真右の木造の小屋は旧・待合室（1998年7月5日）

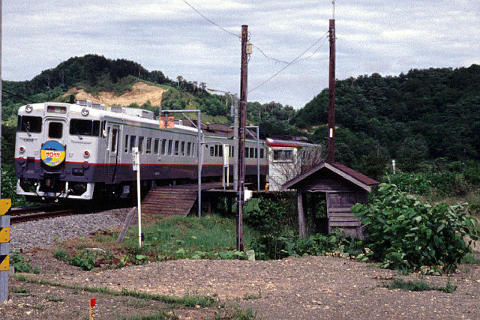
プラットホーム長が非常に短い糠南駅を通過する3両編成の急行「サロベツ」（1998年7月5日）

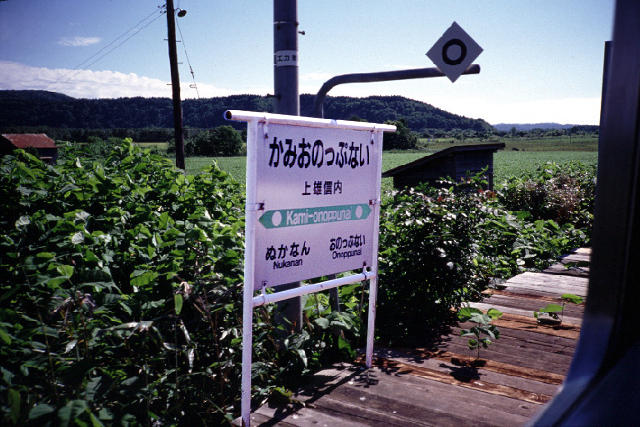
仮乗降場から昇格した上雄信内駅のプラットホーム。十分な保守がされていない（1998年7月5日）

仮乗降場（かりじょうこうじょう）は、日本国有鉄道（国鉄）における停車場の形態の一つ。

## 解説
駅を設けるほどではない場所で、利用者の利便性を高めるために仮に設置されたものである。一般の鉄道駅が国鉄本社の認可に基づき設置されているのに対し、仮乗降場は地方の鉄道管理局の判断のみで設けることが可能であった。また、1969年（昭和44年）10月1日に臨時乗降場に統一されるまで本社設定の認可に基づく仮乗降場も存在した。
後述する経緯から、多くは北海道内の路線で設置され、道外に設置されたものは、ほとんどが国鉄時代に駅に昇格するか仮乗降場のまま廃止されたため、国鉄分割民営化時点では、道外には数えるほどしか存在していなかった。
仮乗降場は旅客が対象で、専用線から分岐する貨物のみを扱う信号場のようなケースは仮乗降場とは呼ばれなかった。

### 北海道内における設置
北海道では人口密度が低く、本格的な鉄道駅を設置できる発達した集落が少ないことから、駅間距離が比較的長く、居住地と駅の距離も遠い、いわゆる「陸の孤島」になりがちであった。このため、通学客や高齢者などの公共交通手段を必要とする利用者にとっては鉄道へのアクセスに難が生じており、改善の必要性があった。また、冬季に道路交通が遮断された場合における公共交通手段確保の見地からも、鉄道アクセスの向上が求められた。このように、正式な駅を設置するほどの利用は見込めないものの無視できない需要はあった背景から、道内では容易に作れる仮乗降場の設置が進んだ。1950年代中期から、蒸気機関車牽引列車に比べて旅客扱い設備が最低限で済む気動車が北海道内に導入されたことも、その流れを推進した。
また、かつては信号場に勤務する職員が信号場併設の官舎に家族と一緒に居住する場合があった。北海道では鉄道以外に交通手段のない人里離れた場所に信号場が設置されている場合があり、官舎に居住する職員の家族が通学や買い物をするための乗降用として、根室本線古瀬駅のように信号場に併設する形で仮乗降場が設けられた例もある。

### 設置基準の差異
仮乗降場の設置基準は、道内の各鉄道管理局によりばらつきがあった。旭川鉄道管理局が設けた仮乗降場数は、他管理局管轄路線に比して格段に多かった。気動車化進行時期に旭川鉄道管理局の第3代局長を務めた斉藤治平（1954年10月 - 1957年8月に旭川鉄道管理局長。国鉄バス運行を管理する自動車局総務課長からの転任であった）が仮乗降場の設置に積極的であったことが、1950年代後期の旭川局管内路線に新設事例が多かった一因である。斉藤は局長時代、管内へのレールバス導入につきメーカーと直接交渉を試みる（通常はあり得ない越権行為）など、ローカルサービスの向上に果敢に取組んでいた。
一方、釧路鉄道管理局管内では、ほぼ同じ目的で設置される仮乗降場と臨時乗降場が混在していて、臨時乗降場は人口増加で国鉄末期に開設されたものが多かった。例えば帯広市近郊の根室本線では、稲士別駅は仮乗降場であった一方で、柏林台駅は臨時乗降場として設置された。

### 構造・設備
大半の仮乗降場は非常に簡略な構造であった。標準的な仮乗降場は、単行（1両編成）の列車がようやく停車できるような木製ホームと簡素な標柱、それに数人が入れるかどうかの待合室があるかどうかというものである。
中には「朝礼台」と呼ばれた1両分にも満たないホームや、かつての石北本線生野駅などバスの廃車体を待合室代わりにしたようなケースや、かつての函館本線東山駅などそもそも待合室さえない場合もあった。正規の駅に昇格した後も、そういった設備はそのままであった例が多い。
中には、宗谷本線神路信号場、石北本線上越信号場などのように正規の駅として開設され一定の構造設備を持ちながら、乗降客が少ないなどの理由で信号場に格下げされ、客の乗降を仮乗降場扱いで継続した例や、函館本線仁山信号場→仁山駅、根室本線古瀬信号場→古瀬駅などのように併設して官舎が存在するなどの事情で、信号場が新たに仮乗降場の扱いで客扱いを開始したものもある。
また、一見すると仮乗降場に似た簡素な設備で建設されていながら、当初より正規の駅として設置されたものもあり、こういった例はかつての予讃線八十場駅など道外でも見られた。

## 取り扱い

### 運賃計算上の扱い
仮乗降場はあくまで地方鉄道管理局の判断により設けられたものであり、国鉄当局の設置した正規の駅ではない。このため運賃計算上必要な営業キロが設定されておらず、運賃は仮乗降場で降りる場合は次の鉄道駅までの、仮乗降場から乗る場合はその手前の鉄道駅からの営業キロでそれぞれ計算されていた。
例外として、小松島線の終点に位置した小松島港仮乗降場は、手前の小松島駅と同一（駅構内）と見なされていた。また、士幌線の電力所前仮乗降場は、少し離れて位置する黒石平駅の代替として設置されたことから、黒石平駅と同一と見なされていた。

### 乗車券の発売
ワンマン運転が普及していなかった頃、仮乗降場から乗車した場合は車内で車掌から乗車券を購入することが原則であった。しかしながら乗降客の多い一部の仮乗降場では近隣の商店や個人に乗車券の発売が委託されていた。このような場合、券面に表示される発駅の駅名は仮乗降場の名前ではなく、上記の運賃計算上の扱いで運賃を計算する駅の駅名が表記されることになるが、羽幌線番屋ノ沢仮乗降場や相生線旭通仮乗降場など、ごく稀に仮乗降場の名前が表記された乗車券が発売された例があった。

### 時刻表上での扱い
日本交通公社（現・JTB）発行の国鉄監修の時刻表や、弘済出版社（現・交通新聞社）などが発行していた全国版の時刻表では、仮乗降場は一部を除いて掲載されていなかった。そのため、日常的な利用者以外にとっては突然現れる謎の駅というべき存在だった。地図研究家の今尾恵介のように、時刻表にない仮乗降場の「発見」が北海道鉄道旅行の楽しみだったと回想する者もいる。このような事情から、胆振線尾路遠仮乗降場や網走本線美野仮乗降場のように、その実態がよく分からない仮乗降場もいくつか存在する。
『北海道時刻表』（日本交通公社）や『道内時刻表』（弘済出版社）など北海道地域のみを掲載した時刻表には多くが載っていたものの、湧網線堺橋仮乗降場や名寄本線富丘駅など時刻表に表記の名称と実際に駅名標に表記されている名称に違いがあったり、士幌線新士幌仮乗降場や白糠線共栄仮乗降場、根室本線稲士別仮乗降場など北海道版時刻表にさえ載っていなかったりしたものもある。これらは、後に正式な駅に昇格した際に全国の時刻表に載るようになった。

### 駅名標での扱い
仮乗降場は駅名標における隣駅の表示では表記されないことが通常であった。この原則は仮乗降場の駅名標でも適用され、隣り合う仮乗降場同士で互いが表記されないケースもあった。会津線の舟子仮乗降場のように括弧書きで小さく表記された例もあった。

## 国鉄の分割民営化と仮乗降場
国鉄分割民営化によるJR発足当日（1987年4月1日）付で、特定地方交通線も含めた仮乗降場は正式な駅に格上げされた。ただし深名線政和温泉駅などのように、季節営業をしていた仮乗降場を中心に臨時駅に移行されたケースもある。この時点では営業キロを設定せず、運賃計算上は仮乗降場時代と同様であった。停車列車も、引き続き普通列車の一部が通過するなど扱いは大きく変わらなかった。
このうち営業キロについては、1990年（平成2年）3月10日付でこの日までに廃止されたものを除いて設定された。池北線大森仮乗降場と笹森仮乗降場は、1989年の北海道ちほく高原鉄道ふるさと銀河線への転換時に営業キロが設定された。
残存した元仮乗降場は、その後沿線のさらなる過疎の進行などにより、利用客僅少を理由に廃止されたものも多く存在する。また、特に2010年代以降はJR北海道の経営問題もあり、同社管内で利用僅少となった駅の廃止が急速に進められ、もともと仮乗降場であった駅も多くが廃止対象となっている。例として2021年3月に廃止となったJR北海道の13駅のうち、11駅が元仮乗降場であった。

### 北海道の現存する元仮乗降場の一覧
改築などにより正式な駅と遜色ない見た目になった駅もあれば、仮乗降場時代からの設備がほぼそのまま維持されている駅もある。
| 路線     | 駅名             | 備考                                                 |
| -------- | ---------------- | ---------------------------------------------------- |
| 函館本線 | 大中山駅         |                                                      |
| 函館本線 | 仁山駅           | 信号場の旅客扱いが起源                               |
| 函館本線 | 渡島沼尻駅       | 信号場の旅客扱いが起源                               |
| 函館本線 | 光珠内駅         |                                                      |
| 札沼線   | 北海道医療大学駅 | 駅昇格後に駅設備を大幅に増改築                       |
| 室蘭本線 | 小幌駅           | 信号場の旅客扱いが起源                               |
| 室蘭本線 | 北舟岡駅         | 信号場の旅客扱いが起源                               |
| 室蘭本線 | 崎守駅           | 駅昇格時に新線切替され移転                           |
| 千歳線   | 長都駅           | 駅開業の直前に仮乗降場として暫定的に営業していたもの |
| 留萌本線 | 北秩父別駅       |                                                      |
| 釧網本線 | 桂台駅           |                                                      |
| 宗谷本線 | 旭川四条駅       | 駅昇格時に高架化                                     |
| 宗谷本線 | 北永山駅         | 駅昇格後に移転改築あり                               |
| 宗谷本線 | 瑞穂駅           |                                                      |
| 宗谷本線 | 日進駅           |                                                      |
| 宗谷本線 | 智北駅           | 駅昇格後に移転改築あり                               |
| 宗谷本線 | 天塩川温泉駅     |                                                      |
| 宗谷本線 | 糠南駅           |                                                      |
| 石北本線 | 柏陽駅           | 駅昇格後に高架化                                     |
| 石北本線 | 西女満別駅       |                                                      |